# المان أباد
المان‌ أباد هي قرية في مقاطعة أرومية، إيران. يقدر عدد سكانها بـ 508 نسمة بحسب إحصاء 2016.